# 表紙
表紙（）は、本のページを結合し保護する覆いである。本を開く向きに置いた時に表に来る「表表紙」、その裏面の「裏表紙」、綴じ込みのある側面の「背表紙」から成るが、特に「本の顔」の部分である表表紙を指すことも多い。背表紙は製本法によっては存在しない場合もある。
表紙には、よく知られているハードカバーとペーパーバックのみならず、ブックカバー、リング綴じ、さらに古風な手での製本などさまざまな形態がある。日本では表紙の上にさらにブックカバーをかけることが多いが洋書ではあまり多くなく、英語ではbook coverが表紙を指し「ブックカバー」はdust jacketと呼ばれる。

## 歴史

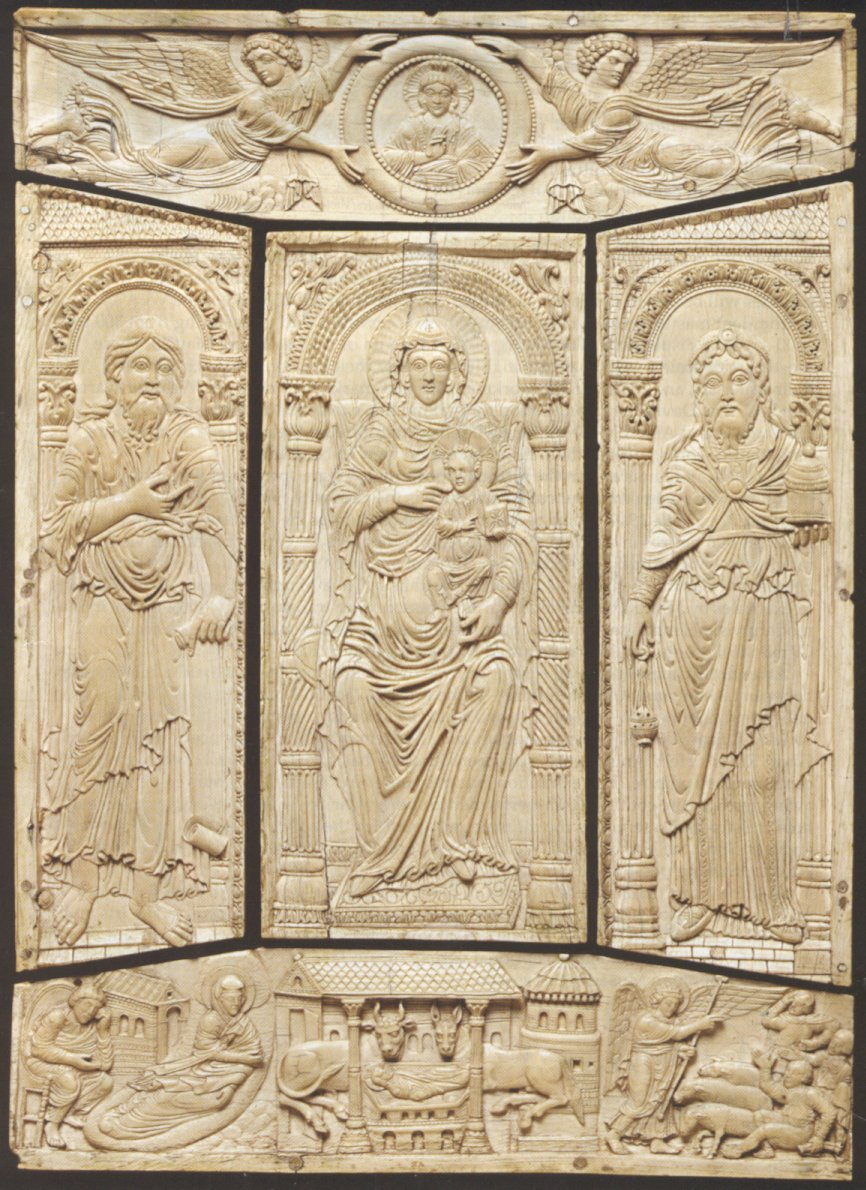
ロルシュのアウレウス写本の象牙の表紙(810年頃)。ヴィクトリア&アルバート博物館蔵

中国や日本では、昔から覆いも紙で製し糸で綴じていた（和綴）が、西洋では19世紀初頭までは本は木、革、金銀、宝石などの重い素材を用いて綴じられていた。数百年もの間、装幀は印刷または手製による高価なページを保護する手段として、またその文化的な権威を証立てるものとして機能してきた。1820年代には本の覆い方に大きな変化が始まり、機械的な製本技術が徐々に導入され始めた。蒸気機関によるプレス機や機械的に製造される紙によって本がとても安価なものになると、手での製本は本自体の価格に釣り合わないものとなってゆき、まず布が、それから紙（表紙）が定番の素材となっていった。
この新しいタイプの表紙は安価に製造できるだけでなく、カラーのリトグラフや、後にはハーフトーンの写真製版によってイラストレーションや写真を印刷することができた。19世紀のポスター制作者から借用してきた技法と、グラフィックデザインの職業的な実践が徐々に出版界全体に浸透した。表紙はページを保護するだけではなく、本を宣伝し、本の中身に関する情報を伝達する機能も担うようになった。

## 表紙デザイン
20世紀初頭のアーツ・アンド・クラフツ運動とアール・ヌーヴォーが表紙デザインに現代のルネサンスを喚び起こし、ヨーロッパ、ロンドン、ニューヨークの先進的な出版社を通じて成長の途にあった大衆的な出版業界全体へと浸透した。抜本的に現代的な表紙デザインとしては1920年代のソ連でアレクサンドル・ロトチェンコやエル・リシツキーといったアヴァンギャルドの芸術家たちによって生み出されたものがある。大きな影響力のあった初期の表紙デザイナーには他に、「イエロー・ブック」（1894年-1895年）の最初の4巻の目覚ましい表紙をデザインしたオーブリー・ビアズリーがいる。
戦後には、表紙は書籍出版界が競争市場となった中で極めて重要な要素となった。今日では表紙は本のスタイル、ジャンル、主題の詳しい手掛かりを与えるものとなり、多くの出版社は少しでも顧客の目を引こうと極限までデザインに凝るようになった。インターネット販売の時代になっても、表紙は二次元デジタル画像の形で本がオンラインで識別され売れるのを助ける機能を果たし続けており、その重要性はほとんど減じていない。

## 記載内容
表表紙には書名と、著者名など最低限の書誌事項が入っている。日本では、一般的に書名が一番上に配置され、目立つようにされているが、洋書では著者名が一番上に配置され、書名より目立つことも多い。

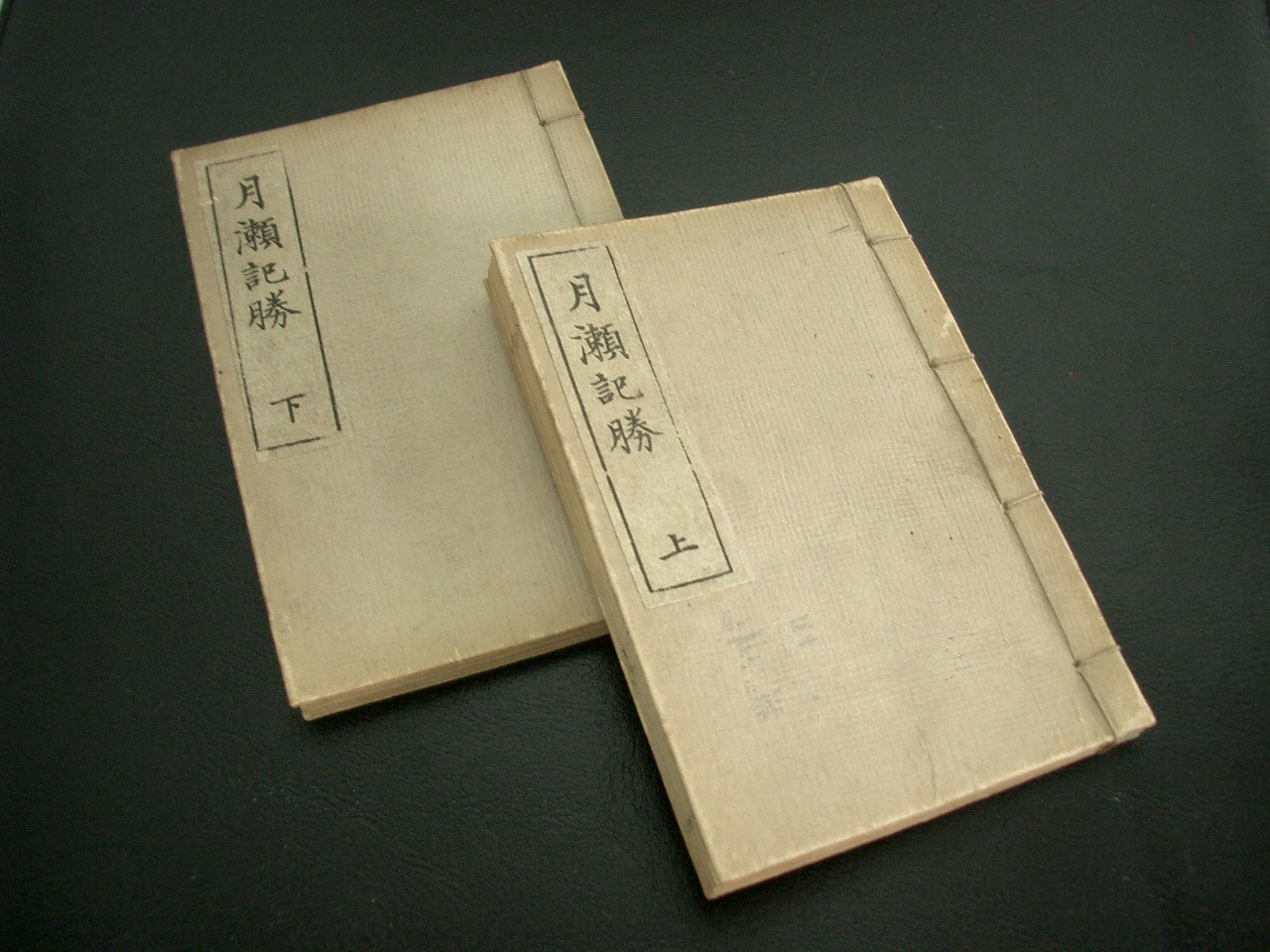
明治時代の和装本（和綴）

裏表紙にはISBNや定価などの追加的な書誌情報のほか、本の概要などの宣伝事項が書かれることがある。背表紙には書名、著者名、出版社名が簡潔に記載される。
雑誌では表紙については表1（いわゆる表紙）、表2（表紙の裏）、表3（裏表紙の裏）、表4と言う。表1以外は広告が入る事がほとんどである。
近年では、漫画単行本のブックカバー下の本体に書き下ろし漫画や登場人物紹介といった付録的な情報を掲載する例も多い。

## 類義語「書影」
書籍出版業界では、本の外観、とくにその画像のことを「書影」という。

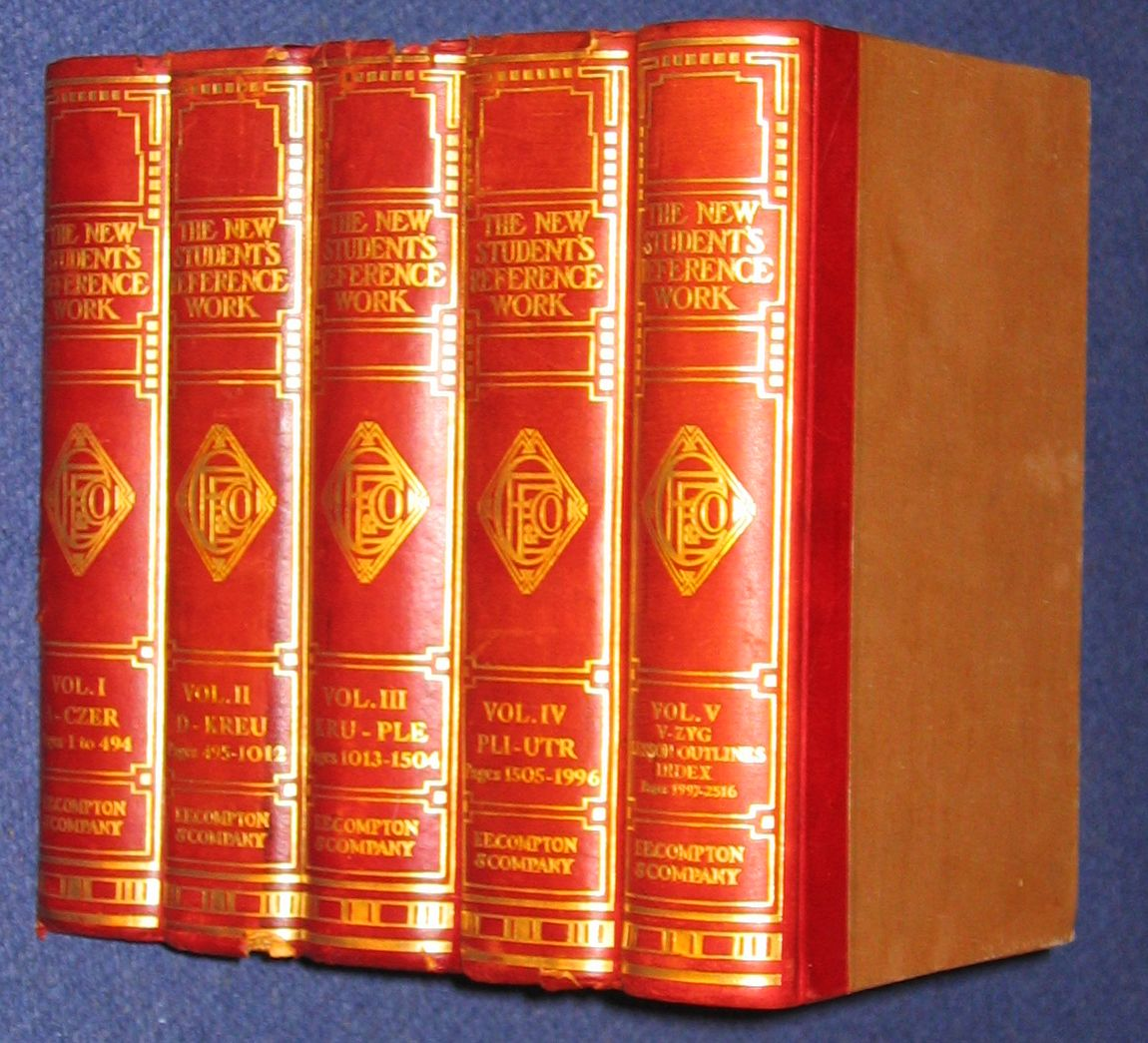
全5巻ある叢書の立体的な書影

- 広義の「書影」
帯付きの本、函入りの本の場合は帯や函も含めた外観、右の画像のような全集や叢書の場合、その全巻を立体的に並べた外観を含める。右上の「明治時代の和装本」の画像なども含む。
- 狭義の「書影」
帯付きの本、函入りの本の場合でも、帯や函を外した状態の平面的な表紙のみの外観、全集や叢書の場合でも個々の平面的な表紙のみの外観に限定する[1]。

出版社では複数のオンライン書店、書評サイトなどから「書影」が求められることから、一般的には後者を意味する。

## 表紙まわり
表紙まわり（ひょうしまわり）とは、本、特に雑誌の表紙4面のことをいう。「表まわり」ともいう。
- 定義
表紙を「表1」、表紙の裏側にある面を「表2」、裏表紙を「表4」、裏表紙の裏側を「表3」と呼び、これらをまとめて表紙まわり、または「表まわり」と呼ぶ[2]。出版用語、印刷用語であると同時に広告用語でもある。
- 印刷、出版の観点からの表紙まわり
  - 背表紙
「表1」、「表2」、「表3」、「表4」に加えて、背表紙も含めて表紙まわりとする。背表紙は、リング綴じ製本や中綴じ製本では、生じない[3]。
  - 表紙まわりの印刷原稿作成・データ入稿
表紙まわりの印刷原稿・データは一般的に4面をセットで入稿する。その際も、「表1」（表紙）と「表4」（裏表紙）、「表2」と「表3」のそれぞれに背表紙分の背幅を加えて原稿・データを作成する。
- 広告の観点からの表紙まわり
  - 雑誌の場合、表紙まわりは、本文に掲載する広告よりも目立つことから広告効果が期待され、料金設定が高めに設定してあるのが一般的である[4]。
  - なかでも、裏表紙の「表4」は、外側に露出していることから、最も注目度が高く広告料金も高くなっているのが一般的である[4]。

## 回数券の「表紙」
冊子状となっている回数券では、綴りこんだ券面とは別に「表紙」が付いていることがあるが、マルスから1枚ずつ出てくるようなJRの回数券タイプの特別企画乗車券の中にも、有効な乗車券とは別に「表紙」という券がついてくる事例が存在する。この「表紙」は回数券として使用はできないが、払い戻しの際に表紙も必要とされることがある。